# Cattedrale dell'Almudena
La cattedrale dell'Almudena (il nome completo in lingua spagnola è Catedral de Santa María la Real de la Almudena) è il principale luogo di culto cattolico di Madrid, cattedrale dell'omonima arcidiocesi metropolitana.
Il tempio, consacrato da Giovanni Paolo II nel 1993, si trova nella centrale piazza de la Armería, di fronte al Palazzo Reale, ed è dedicato alla patrona della città, la Virgen de la Almudena.

## Storia
Il desiderio di avere una cattedrale a Madrid, capitale del regno, esisteva dai tempi di Filippo II, nel XVI secolo, ma l'attuazione venne sempre rimandata per diversi motivi, non ultima l'opposizione degli arcivescovi di Toledo, che non volevano la separazione di Madrid dai territori della loro arcidiocesi. La situazione si risolse nel 1885, quando Leone XIII decretò la creazione della diocesi di Madrid.
Come chiesa cattedrale venne scelta la parrocchiale di Santa Maria de la Almudena, la cui costruzione era iniziata nel 1883, con la posa della prima pietra da parte di re Alfonso XII di Spagna, sui terreni dove sorgeva un precedente tempio dedicato alla patrona di Madrid, demolito nel 1868. Quest'area, vicina al palazzo Reale, venne ceduta al patrimonio reale nel 1879, grazie alla mediazione della regina Mercedes d'Orléans, devota alla Vergine dell'Almudena.
Il progetto iniziale della cattedrale, che andava a modificare quello per la parrocchiale dell'Almudena, si deve agli architetti Giovanni Battista Sacchetti e Francisco de Cubas y González-Montes, noto come marchese di Cubas, il quale, ispirandosi a Viollet-le-Duc, prevedeva una monumentale opera in stile neogotico. La costruzione iniziò dalla cripta, in stile neoromanico, terminata dall'architetto Enrique María Repullés y Vargas e aperta al culto nel 1911. I lavori ripresero dal 1950, sotto la direzione di Fernando Chueca Goitia e Carlos Sidro, con alcune modifiche al progetto originario, che stabilirono l'utilizzo dello stile neoclassico per l'esterno della cattedrale, mantenendo lo stile neogotico all'interno. I lavori proseguirono sino al 1965, per poi riprendere nel 1984. Il 15 giugno 1993 la cattedrale di Madrid venne dedicata da papa Giovanni Paolo II.
Durante la costruzione dell'Almudena, fu cattedrale "provvisoria" di Madrid la collegiata di San Isidro (dal 1885 al 1993).

## Descrizione

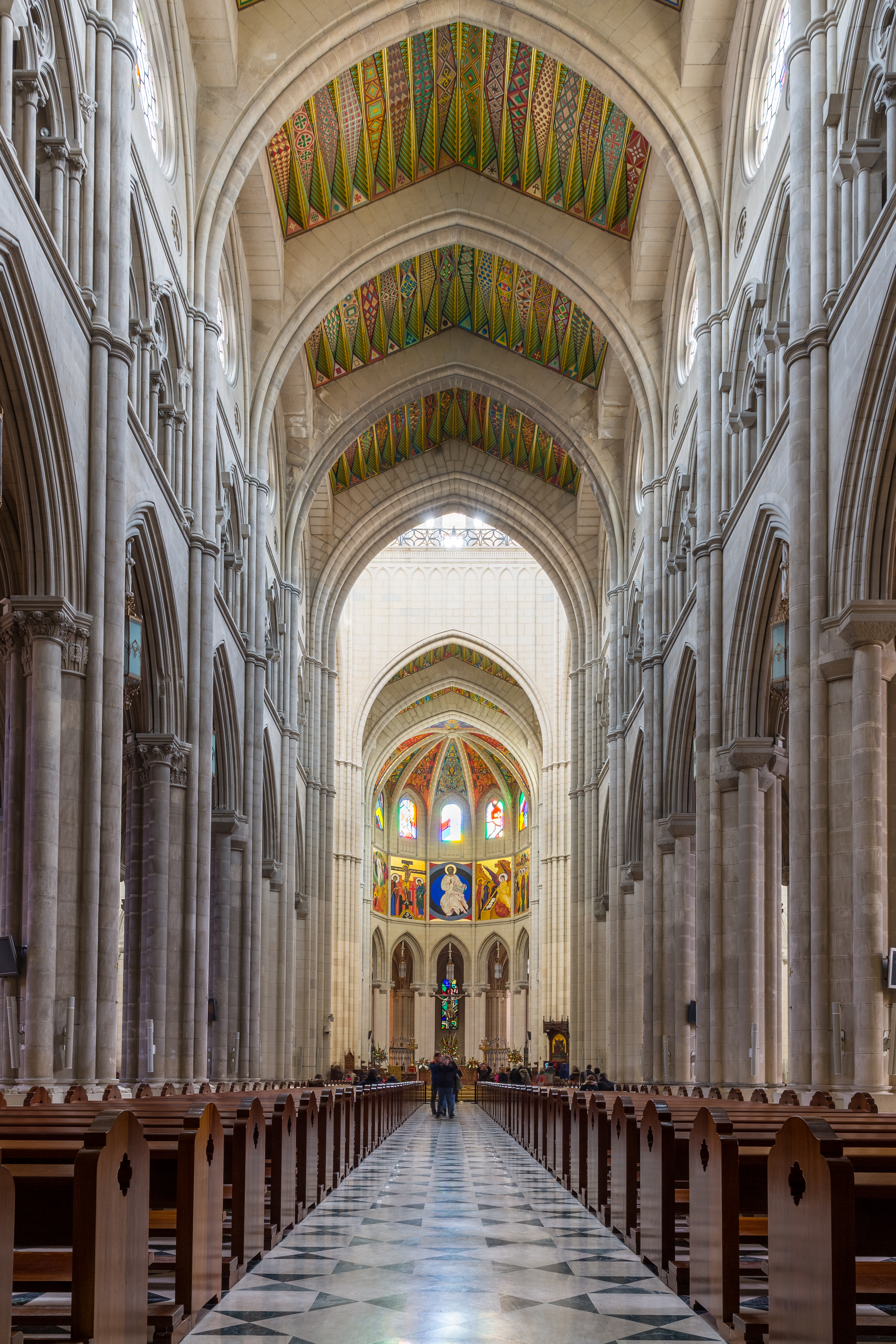
Interno

### Esterno
La facciata principale, che guarda verso il palazzo Reale, è caratterizzata da un porticato di ispirazione toscana e dalla sovrastante loggia, caratterizzata dall'ordine ionico. Sopra la loggia, in una nicchia baroccheggiante, si trova la statua della Vergine dell'Almudena, affiancata da altre quattro sculture, raffiguranti sant'Isidoro, santa Maria de la Cabeza, santa Teresa d'Avila e san Ferdinando. Ai lati della facciata si elevano due campanili.

### Interno
La cattedrale ha pianta a croce latina, con tre navate e transetto. Lungo le pareti sono presenti triforio e vetrate colorate. Nel braccio destro del transetto è presente l'altare della Virgen de la Almudena, impreziosito da un retablo di Juan de Borgoña, databile tra il XV e il XVI secolo; sotto l'altare, sopraelevato e raggiungibile tramite due rampe di scale, si trova la tomba della regina Mercedes d'Orléans, qui traslata nel 2000 dall'Escorial. Nel presbiterio è presente un crocifisso ligneo, chiamato Cristo de la Buena Muerte, opera seicentesca dello scultore Juan de Mesa (1583-1627), proveniente dalla collegiata di San Isidro. 
Le pitture e le vetrate nelle pareti dell'abside sono opera di Kiko Argüello; inaugurate dall'arcivescovo Antonio María Rouco Varela il 28 aprile 2004, vi sono raffigurati il Battesimo di Gesù, la Trasfigurazione, la Crocifissione, il Pantocratore, la Resurrezione, l'Ascensione e la Pentecoste, eseguite in stile moderno, seguendo però il canone iconografico della chiesa ortodossa. Le vetrate, poste sopra le pitture, provengono dall'isola di Murano. 
Nel deambulatorio si trovano alcune cappelle, tra cui quella del Santissimo Sacramento, dove è collocata la tela Los preparativos para la Crucifixión, opera del pittore barocco Francisco Rizi. Ai piedi del quadro è posta la scultura del Cristo yacente, dello scultore Juan de Ávalos (1911-2006). La cappella centrale del deambulatorio è dedicata a sant'Isidoro l'Agricoltore e a sua moglie santa Maria de la Cabeza; qui è custodita l'arca funeraria del XIII secolo che contenne le spoglie del santo, patrono di Madrid, attualmente custodite nella collegiata di Sant'Isidoro.

### Organo a canne
Sulla cantoria in controfacciata, si trova il grande organo a canne. Questo, costruito nel 1999 dall'organaro tedesco Gerhard Grenzing, è a trasmissione integralmente meccanica ed ha quattro tastiere di 58 note ciascuna ed una pedaliera di 32. Il prospetto, che si ispira all'arte neogotica, è stato realizzato dall'architetto Simon Platt ed è caratterizzato dal doppio positivo tergale, posto ai lati della consolle.

## Galleria d'immagini

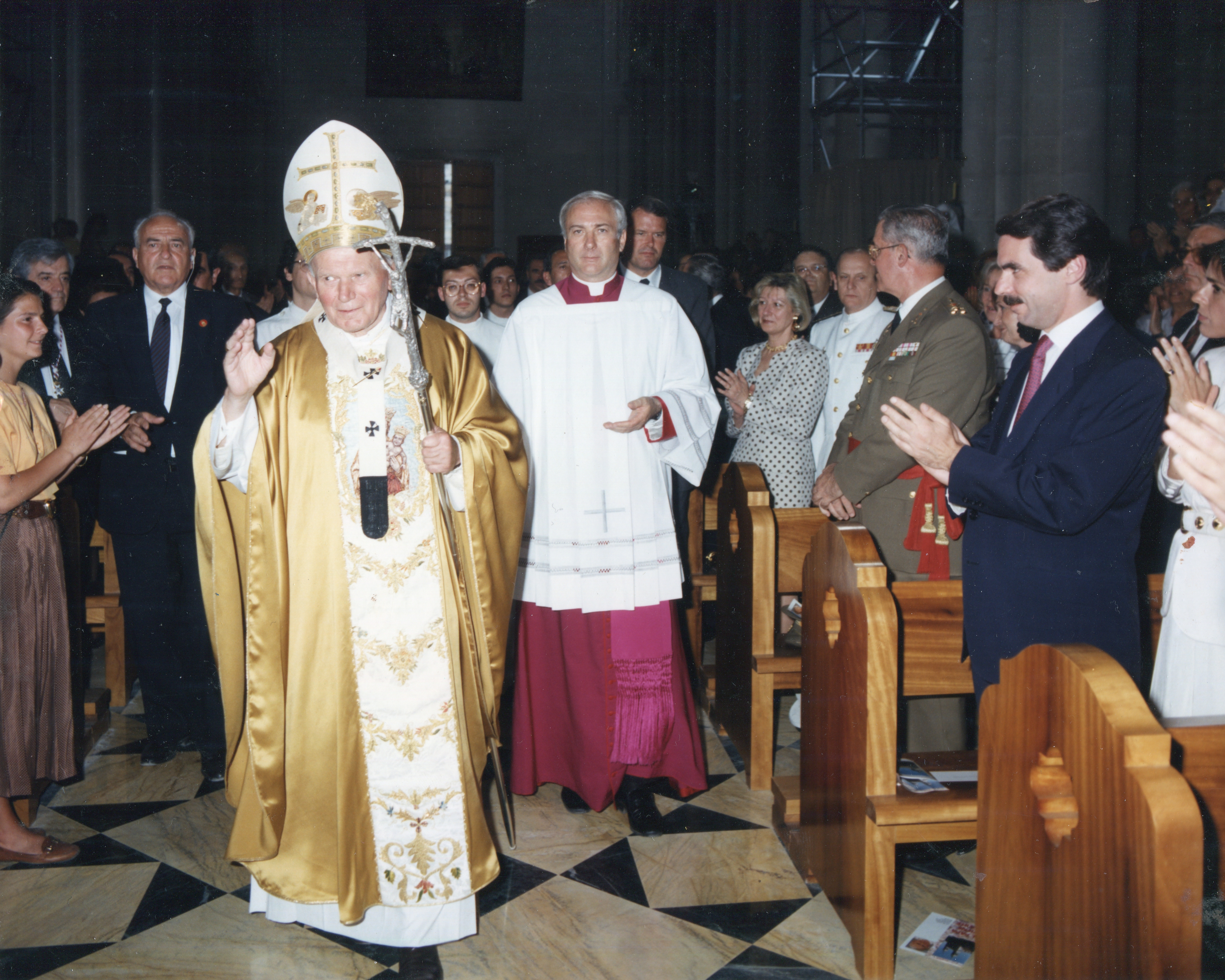
Giovanni Paolo II il giorno della dedicazione
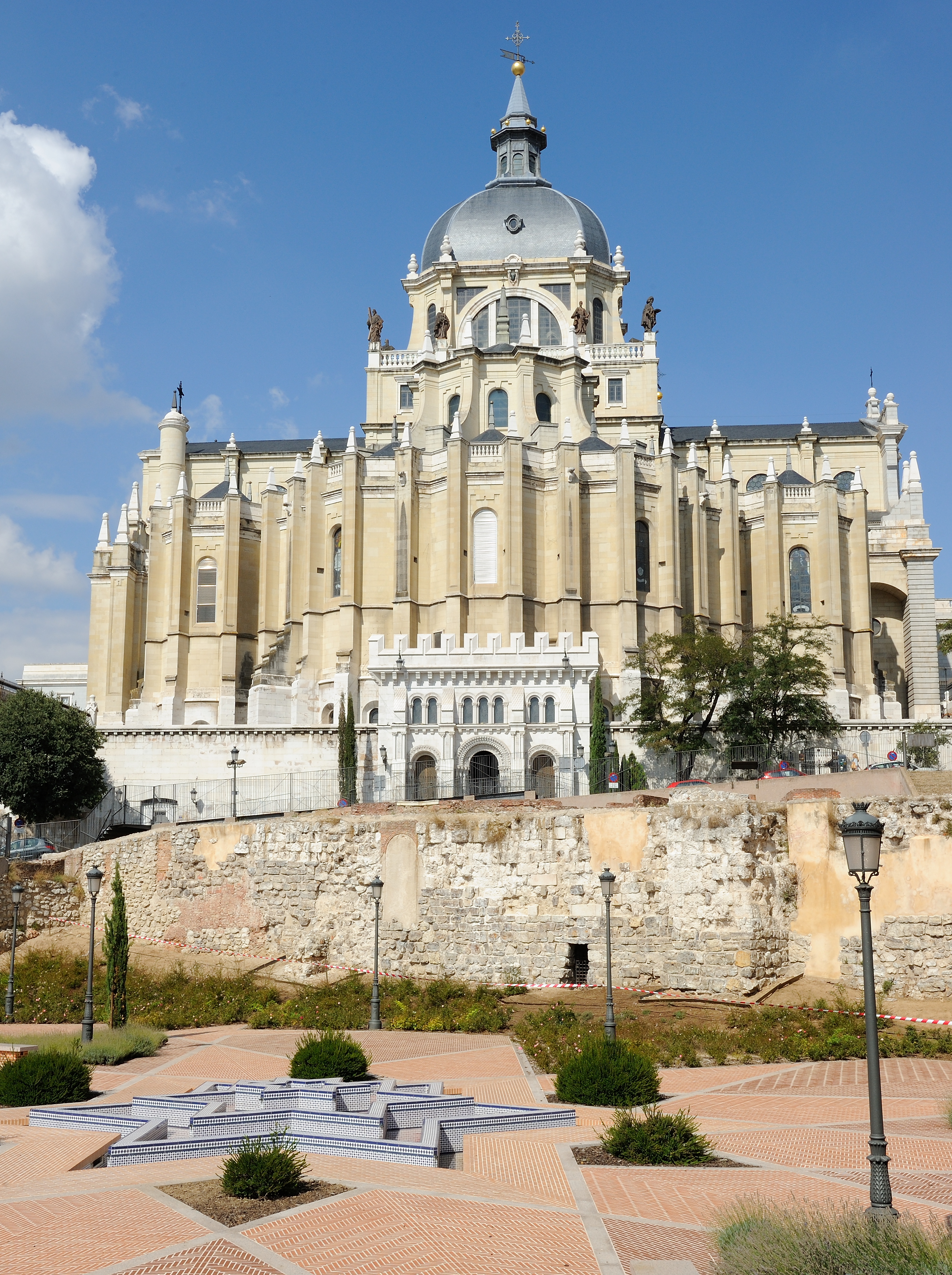
Esterno del capocroce
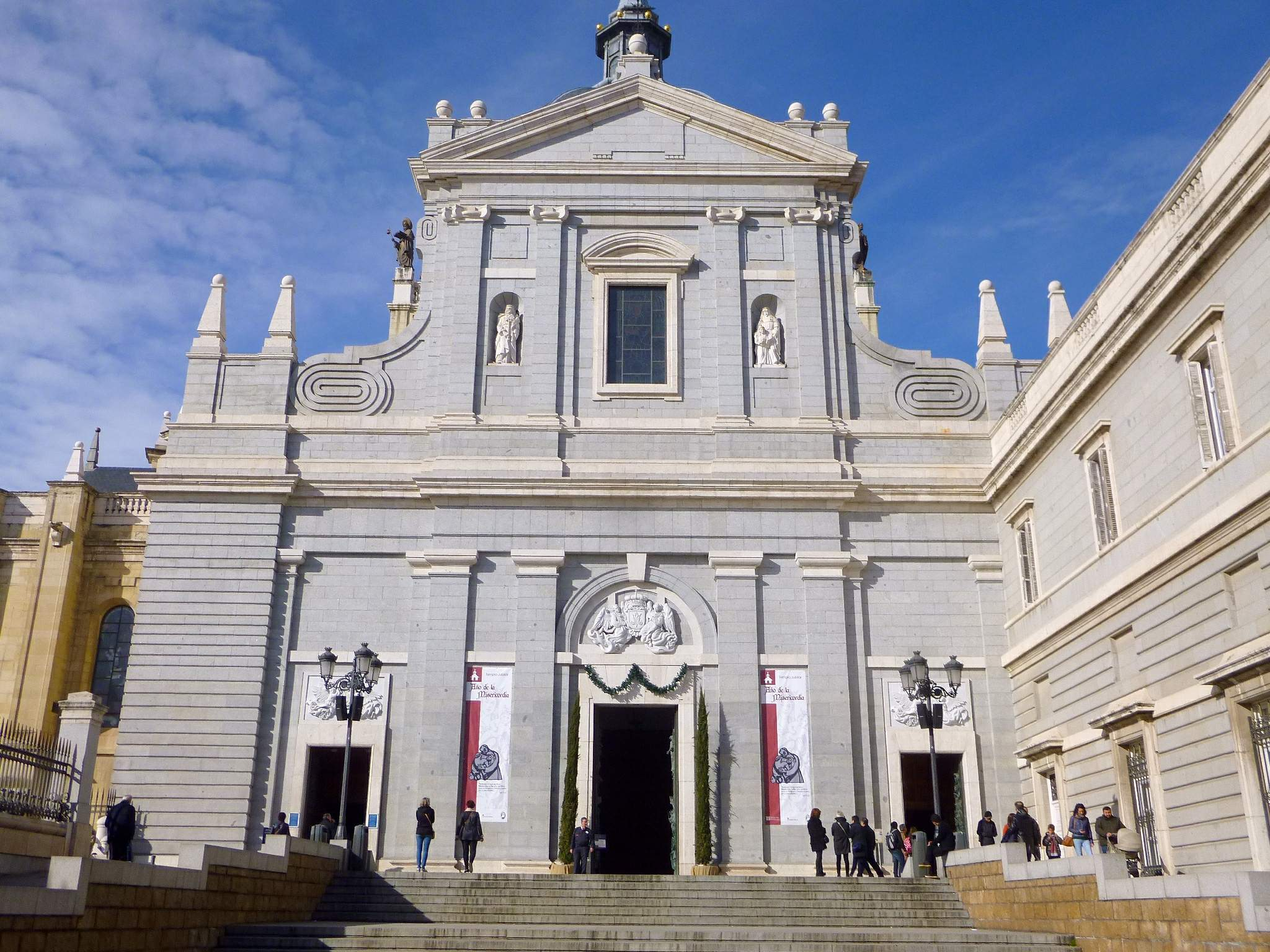
Facciata del transetto
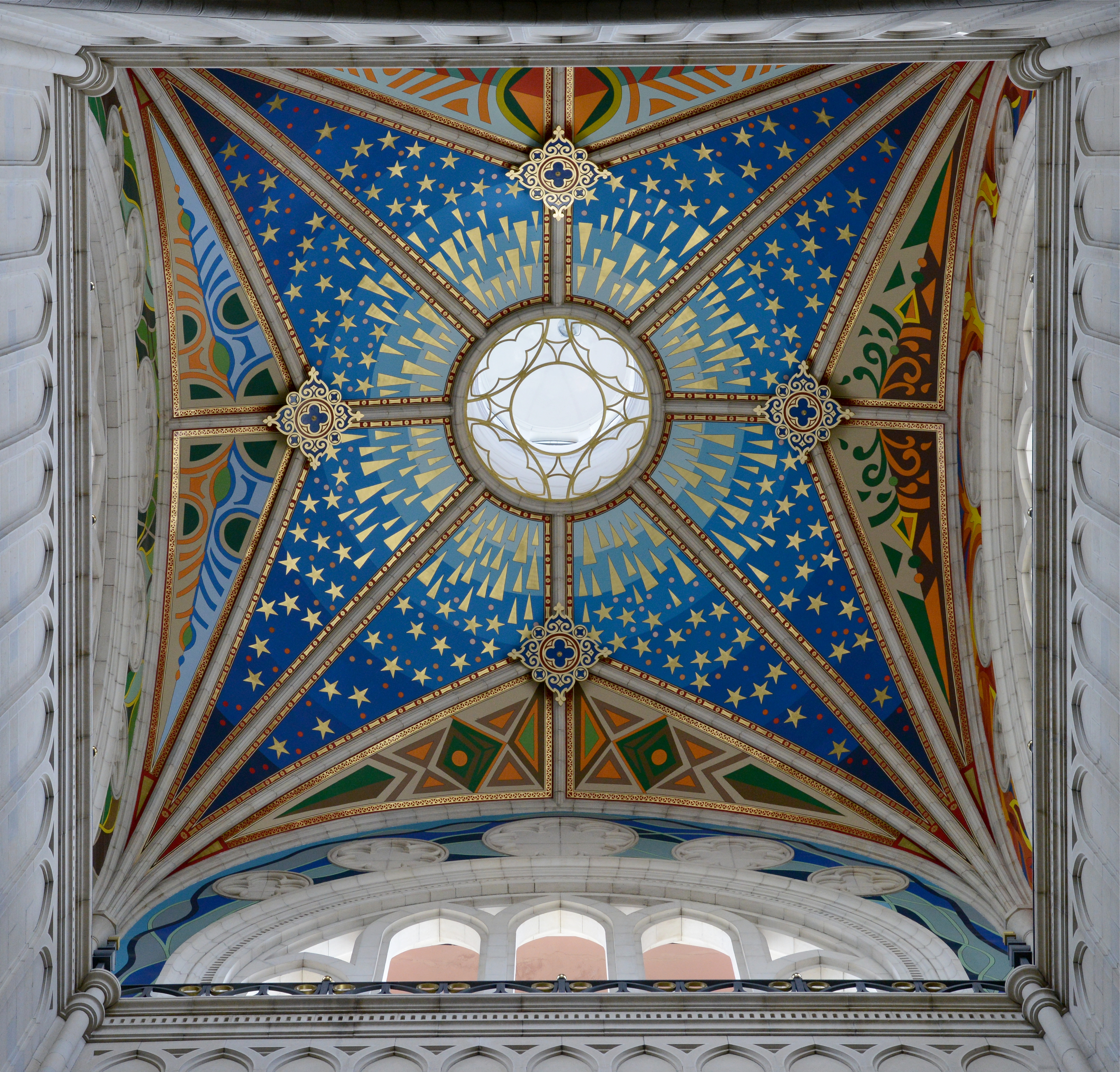
Volta del tiburio
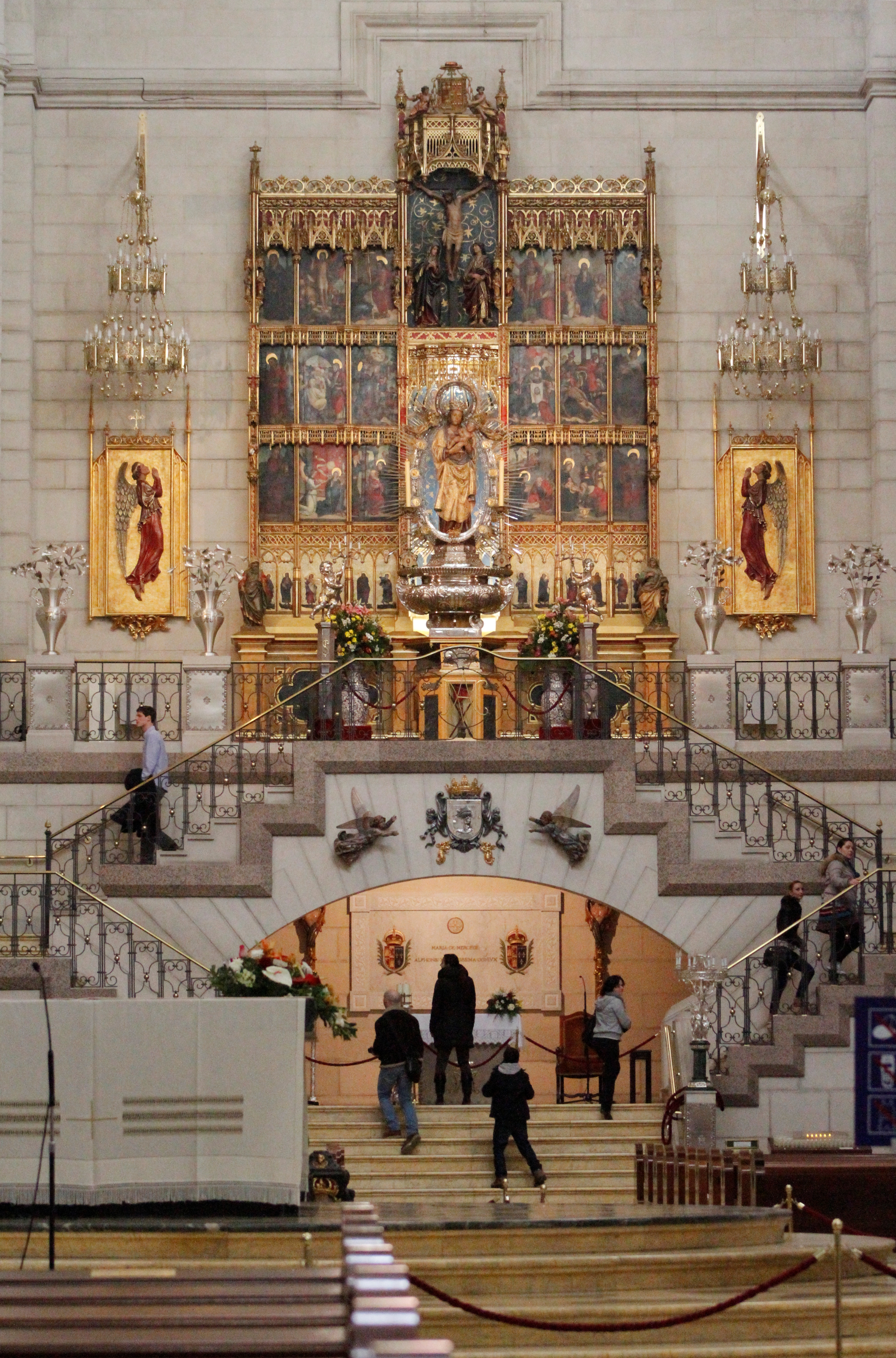
Altare della Virgen de la Almudena
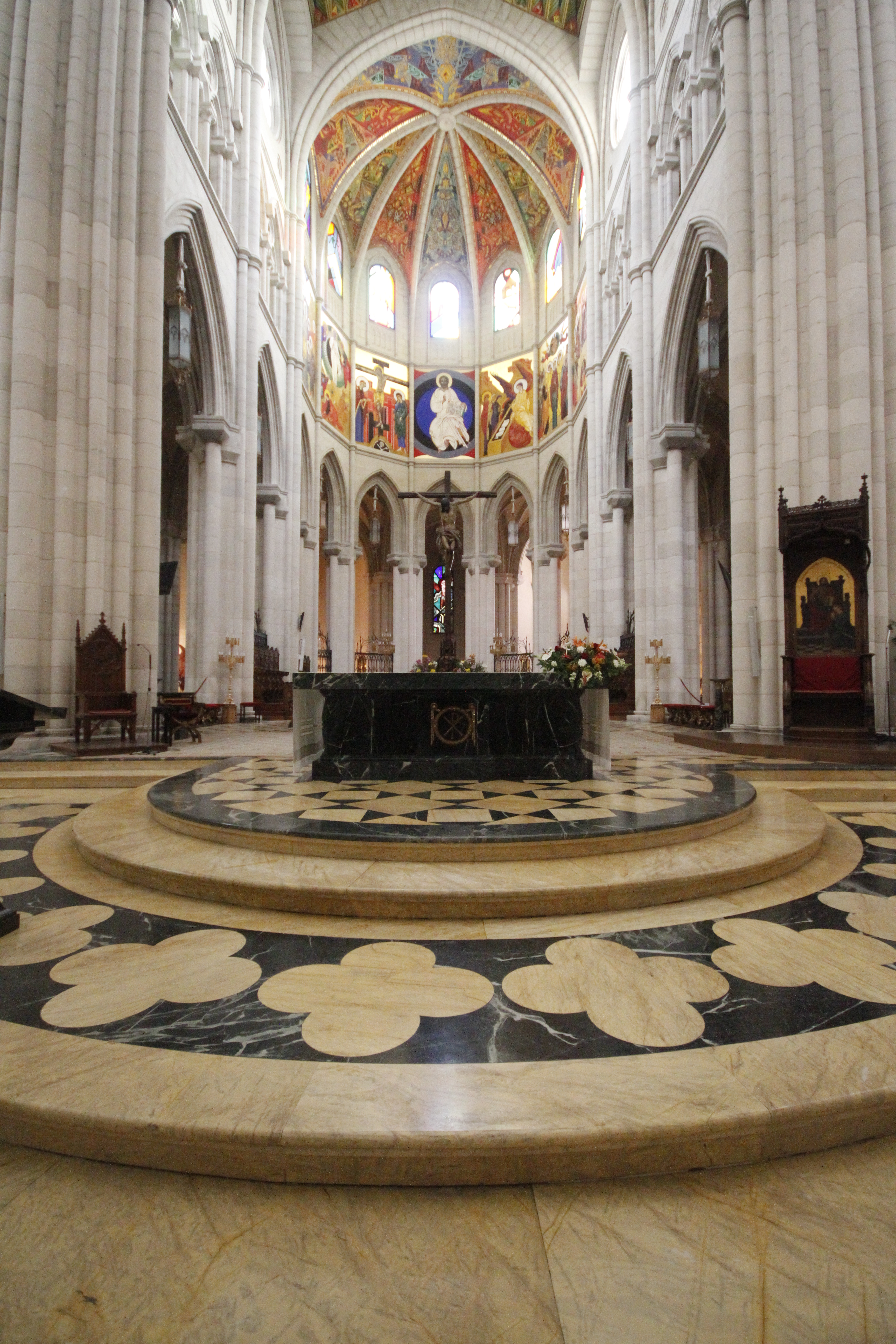
Presbiterio e abside
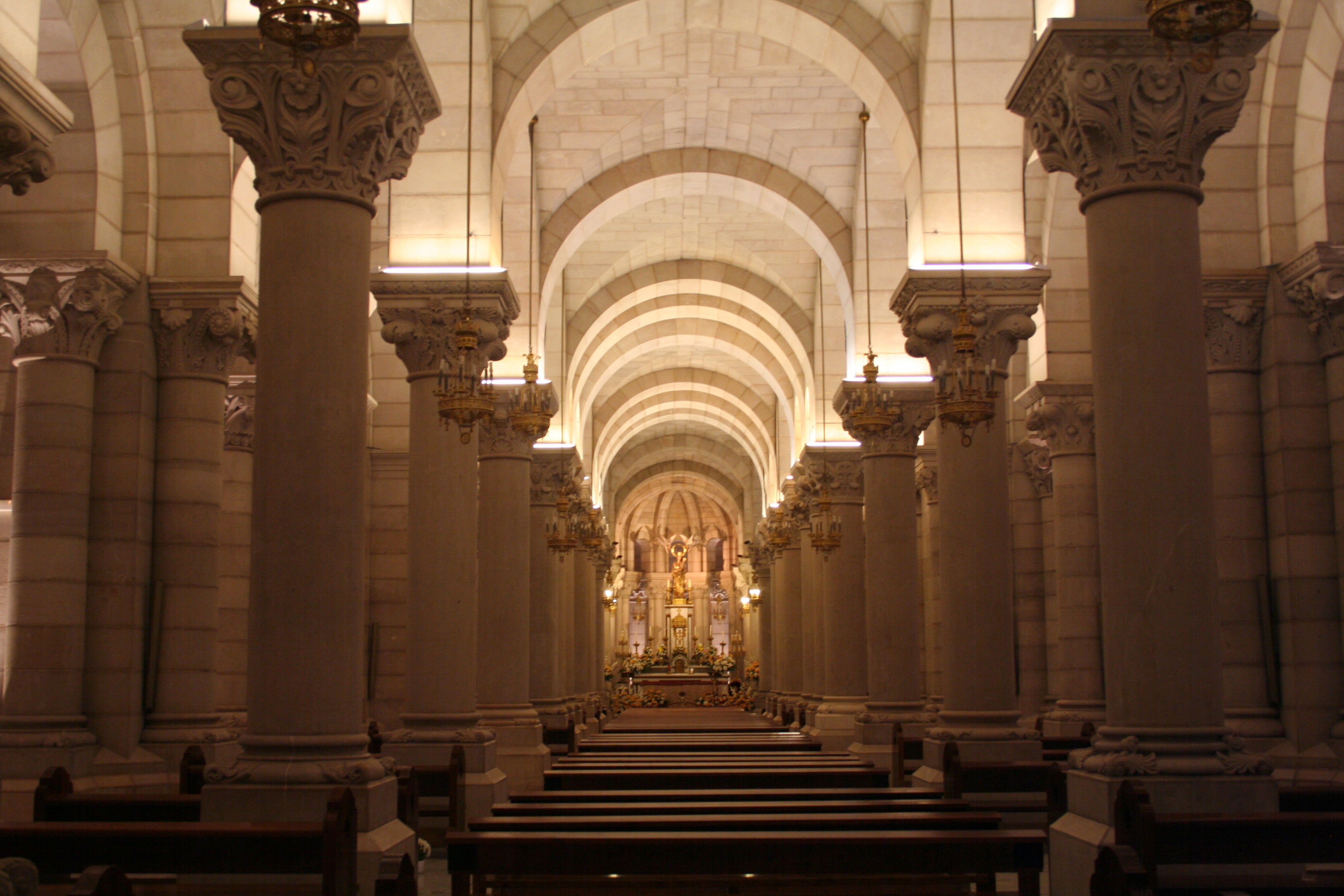
Cripta
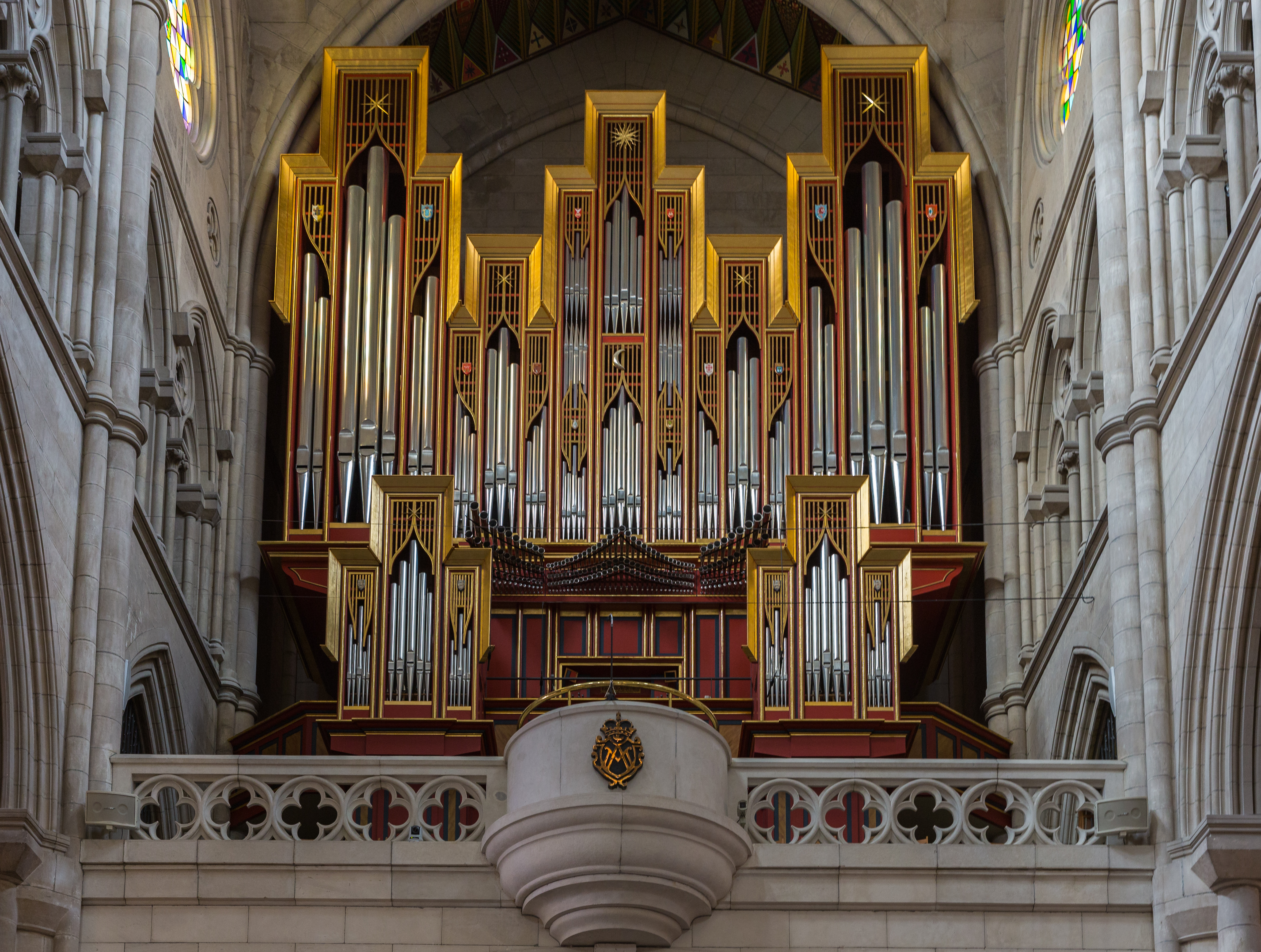
Organo a canne
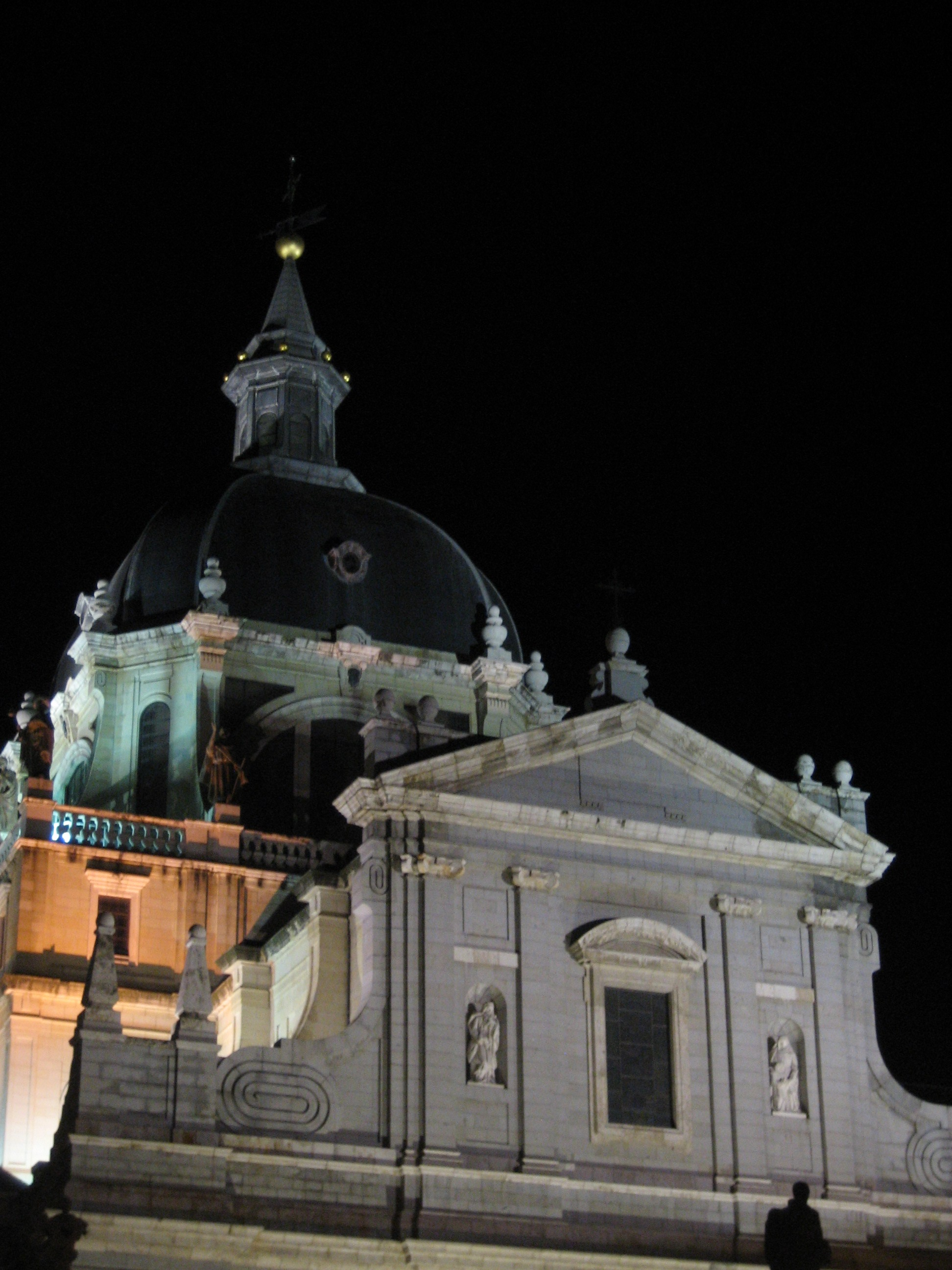
Vista notturna